# Residencia de Múnich
La Residencia de Múnich (en alemán: Münchner Residenz) es el anterior palacio real de los reyes de Baviera en el centro urbano de Múnich.  La Residencia es el palacio urbano más grande de Alemania y sirve hoy en día como uno de los mejores museos decorativos de Europa. 

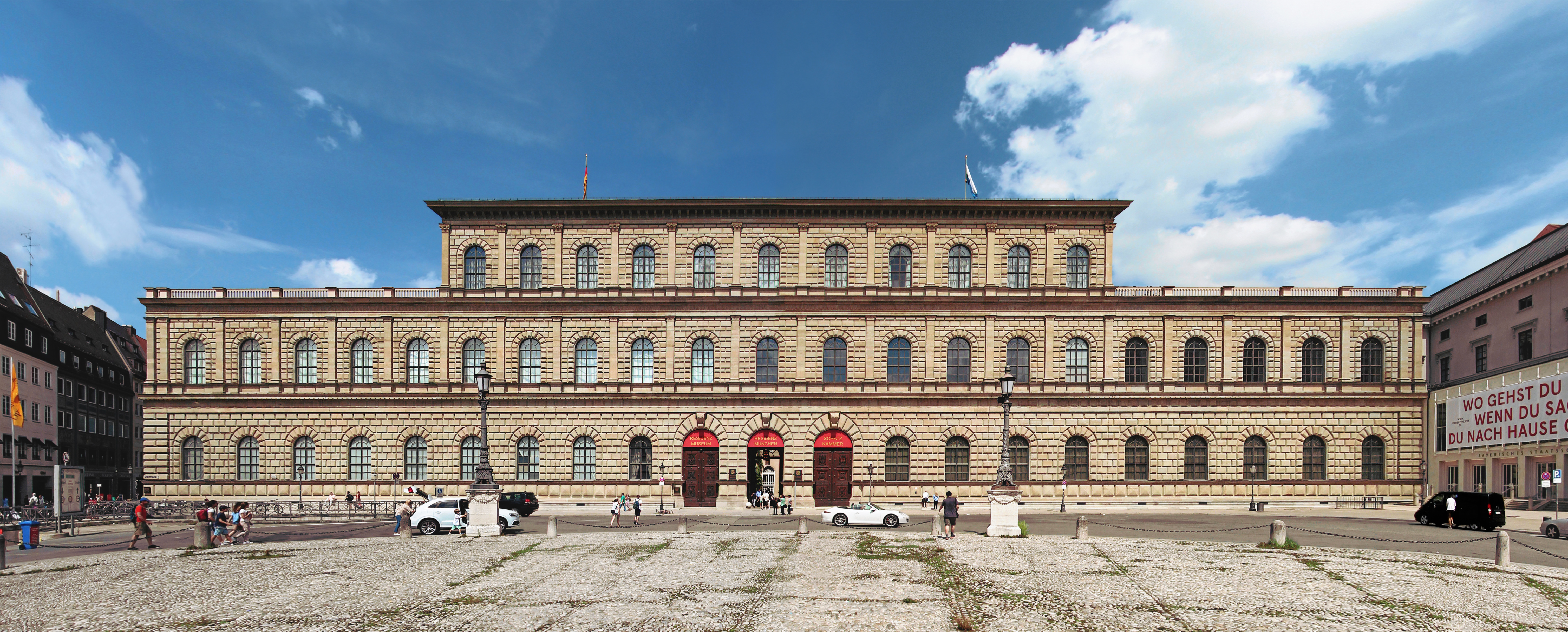
Königsbau de la Residencia de Múnich

## Edificio
El complejo de edificios contiene 10 patios y el museo consta de 130 habitaciones. Las tres partes principales son el Königsbau (cerca de la Max-Joseph-Platz), la Alte Residenz (hacia la Residenzstraße) y el Festsaalbau (hacia el Hofgarten). Un ala del Festsaalbau alberga el Teatro de Cuvilliés y la sala de conciertos Herkulessaal desde la reconstrucción de la residencia tras la Segunda Guerra Mundial.

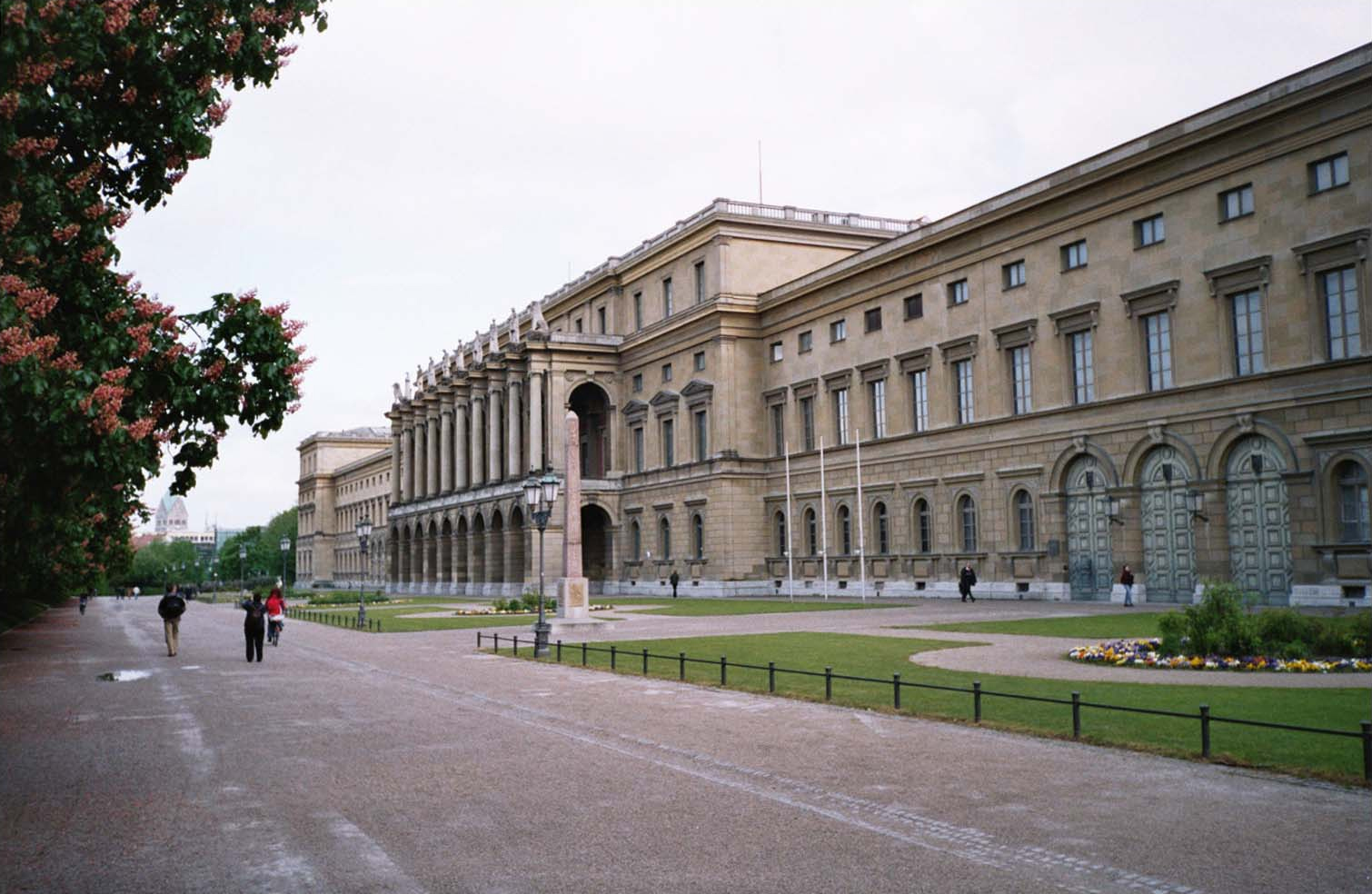
Festsaalbau de la Residencia

Los primeros edificios en este lugar fueron erigidos en el año 1385. El nuevo castillo (Neuveste - Nueva fortaleza), rodeado por anchos fosos en lo que sería la esquina nororiental del nuevo anillo de murallas, reemplazó a la Corte Antigua —difícil de defender en medio de la ciudad— como residencia de los gobernantes Wittelsbach. Los duques del país dividido de forma múltiple sintieron la urgencia de mantener cierta distancia respecto a los habitantes de la ciudad, bastante rebeldes, por un lado, y frente a sus guerreros parientes, por otro. Así que construyeron un refugio fácil de abandonar (directamente hacia el glacis, sin tener que entrar en los callejones de la ciudad) al mismo tiempo. Los muros de cimentación góticos y las bóvedas del basamento del antiguo castillo son las partes más antiguas que sobreviven del palacio. La Residencia no sólo evolucionó a lo largo de los siglos en su núcleo principal, el Neuveste, sino que creció junto con varias partes únicas y ampliaciones, la primera de las cuales era el Antiquarium.

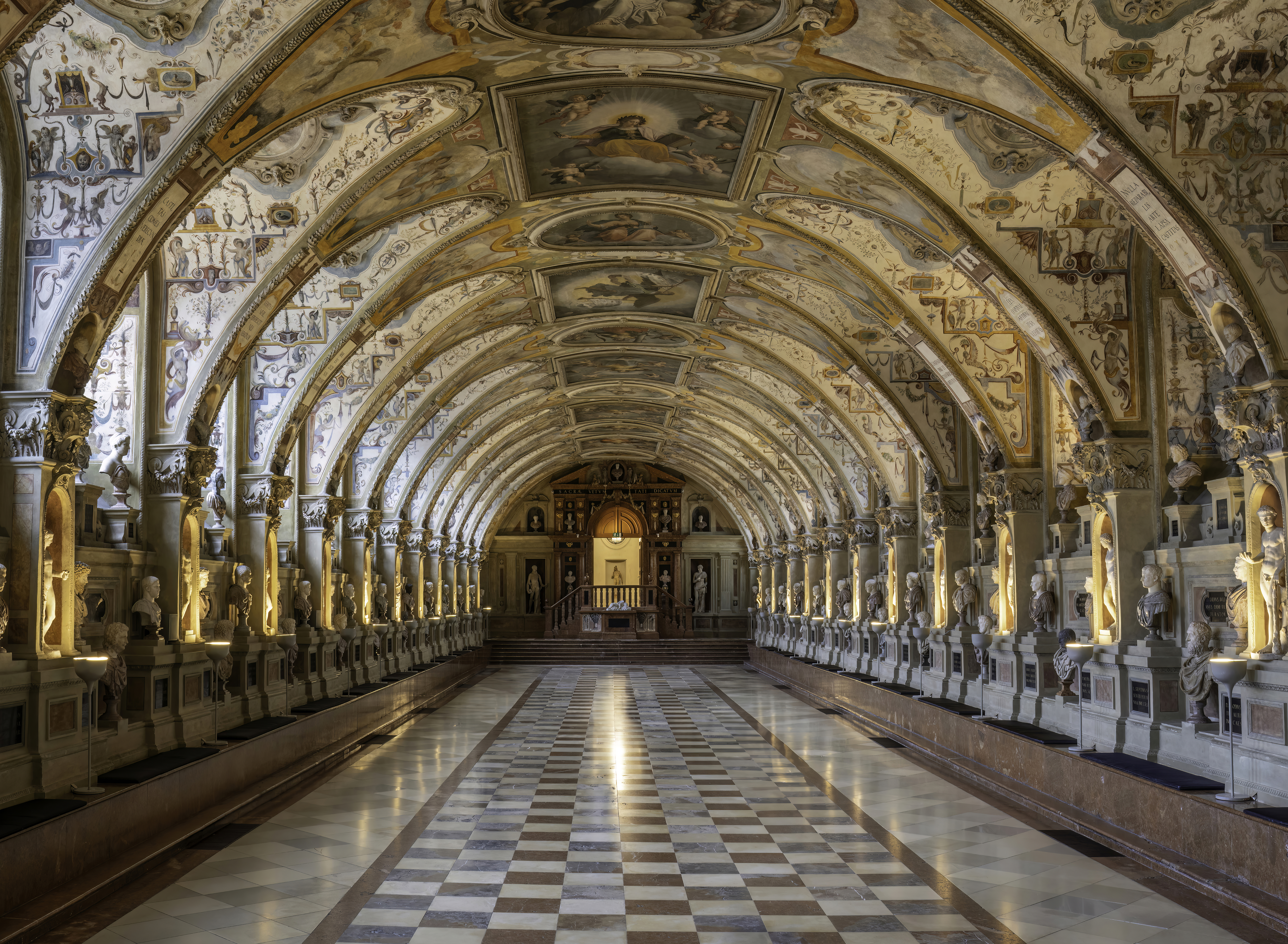
El antiquarium renacentista de la Residencia.

La Sala de Antigüedades (antiquarium), construida en 1568-1571 para la colección de Alberto V (1550-1579) por Wilhelm Egkl y Jacopo Strada, es la sala renacentista más grande al norte de los Alpes. Fue remodelada para sala de banquetes por Friedrich Sustris en 1586-1600. El Antiquarium albergó la biblioteca ducal hasta 1581. La sala baja fue entonces cubierta con una bóveda de cañón que tenía 17 lunetos de ventanas. La sala estaba adornada con pinturas de Peter Candid, Antonio Ponzano y Hans Thonauer el Viejo, aunque algunas fueron inicialmente diseñadas por el propio Sustris. La capilla de la corte (Hofkapelle), la escalera del emperador (Kaisertreppe) y el salón imperial (Kaisersaal), las habitaciones de piedra (Steinzimmer, 1612-1617; diseño general por Hans Krumpper) y las habitaciones de Tréveris (Trierzimmer), con frescos en el techo de Peter Candid, construidos por Maximiliano I son típicos de principios del siglo XVII. 
Después de más de cuatro siglos de desarrollo, el enorme palacio había reemplazado prácticamente todo un antiguo barrio de la ciudad con barracas, un monasterio, casas y jardines. Reúne los estilos del Renacimiento tardío, así como del Barroco, Rococó y Clasicismo. 
Fue destruido durante la Segunda Guerra Mundial, quedando en pie únicamente cincuenta metros cuadrados de su superficie. Posteriormente fue reconstruido gracias, en parte, a los fondos provenientes del Plan Marshall.

## El Tesoro
Creado por Alberto V, duque de Baviera, alberga las joyas de la Casa de Wittelsbach, que se exhiben en la actualidad en la denominada Schatzkammer. Ocupa diez salas en el ala oriental del Königsbau. Es una de las más importantes colecciones del mundo y abarca 1000 años, desde la Edad Media hasta el Clasicismo. En ella se exponen las insignias reales.

## Galería

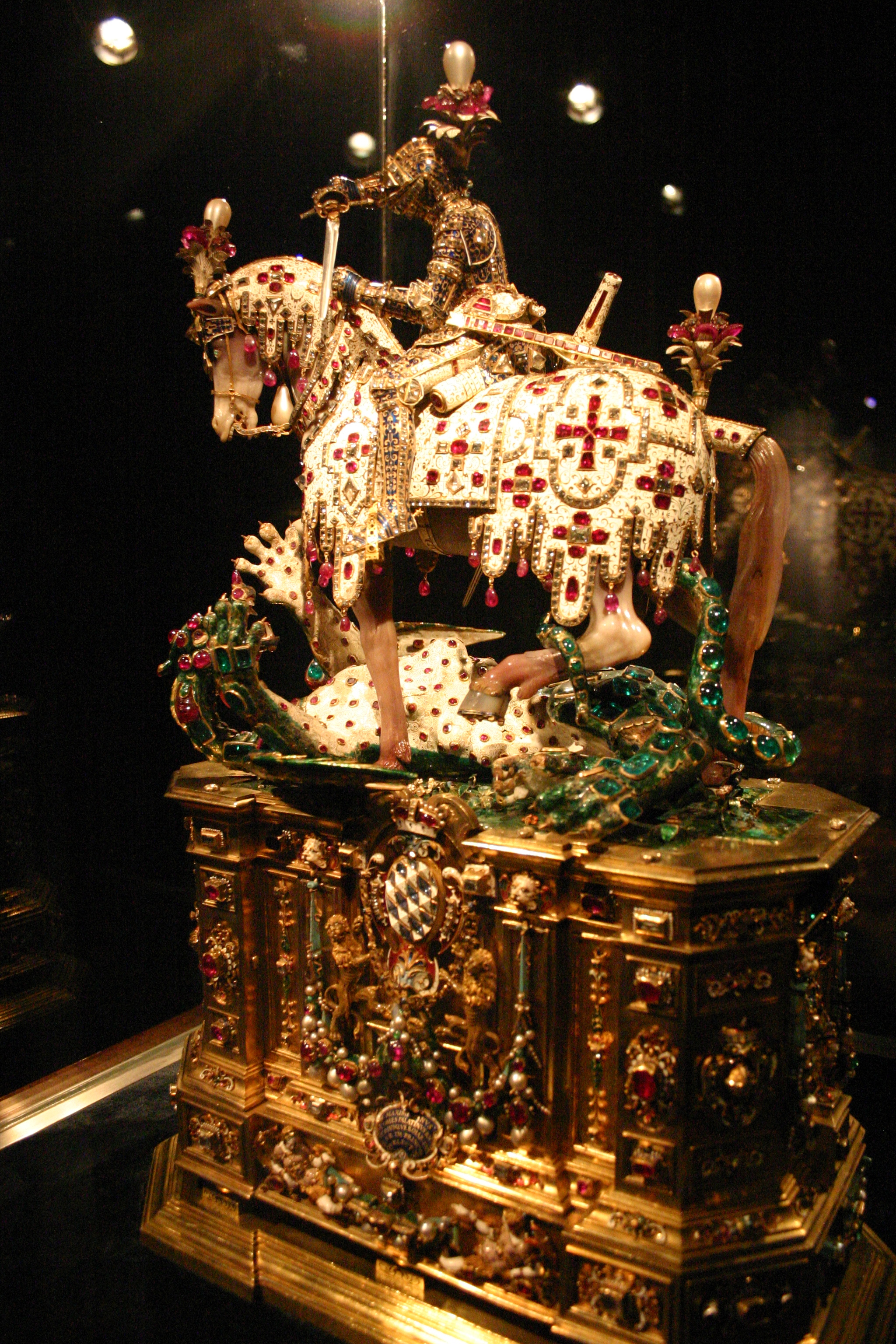
Estatua renacentista de San Jorge.
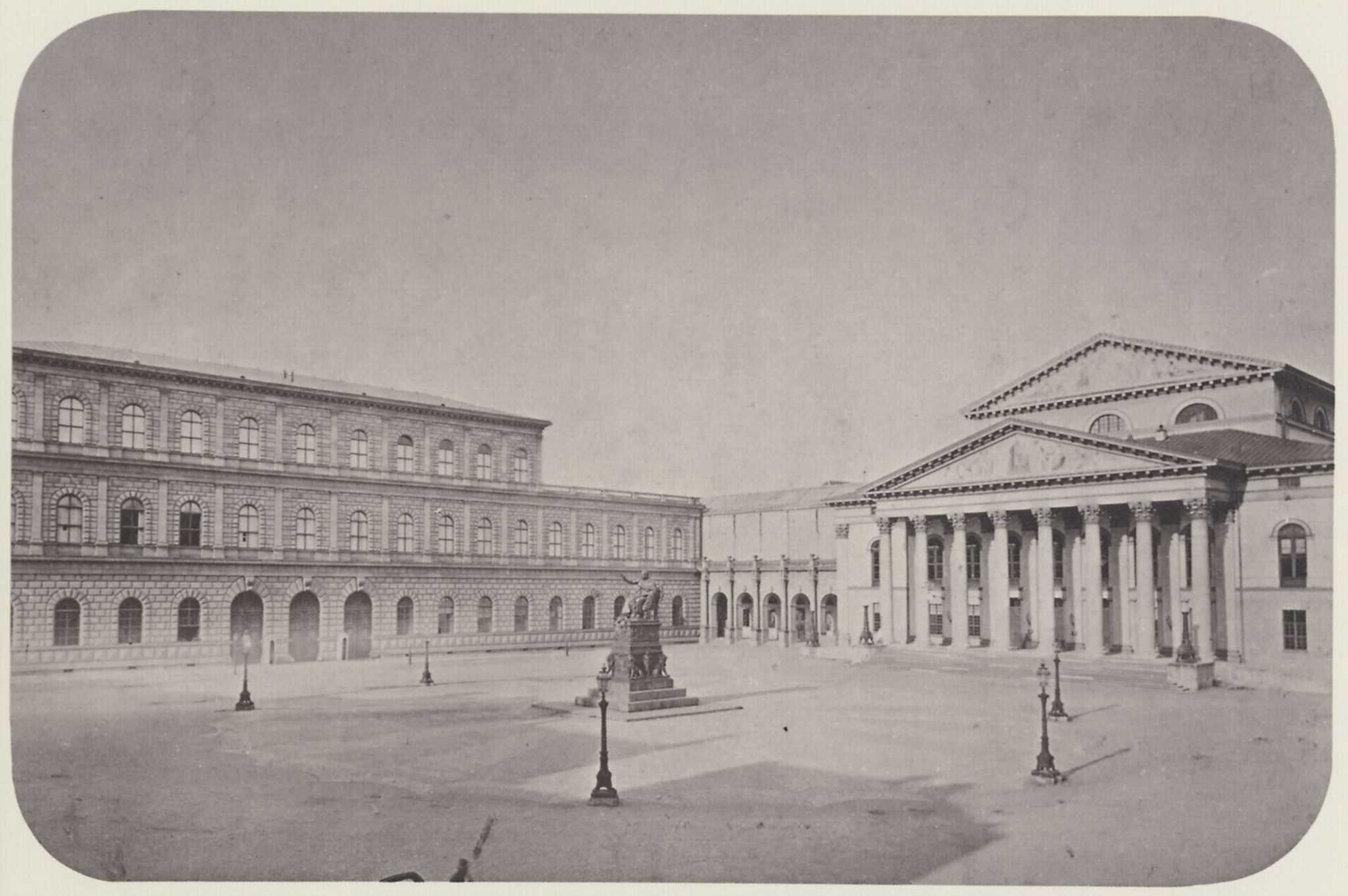
Invernadero de Maximiliano II entre el Königsbau y el Teatro Nacional en 1860. Foto: Joseph Albert.
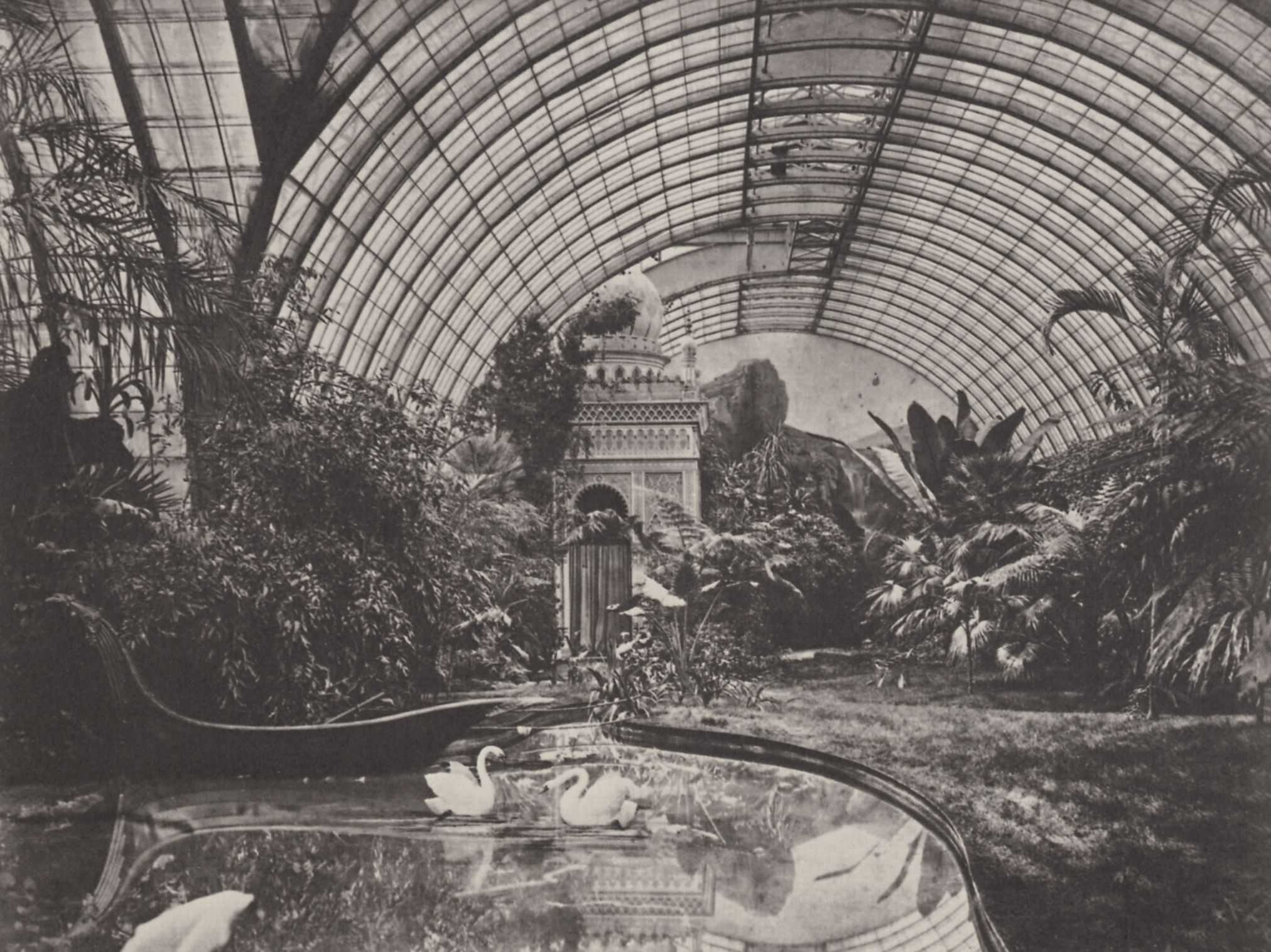
Invernadero de Luis II. Foto: Joseph Albert. 1870.
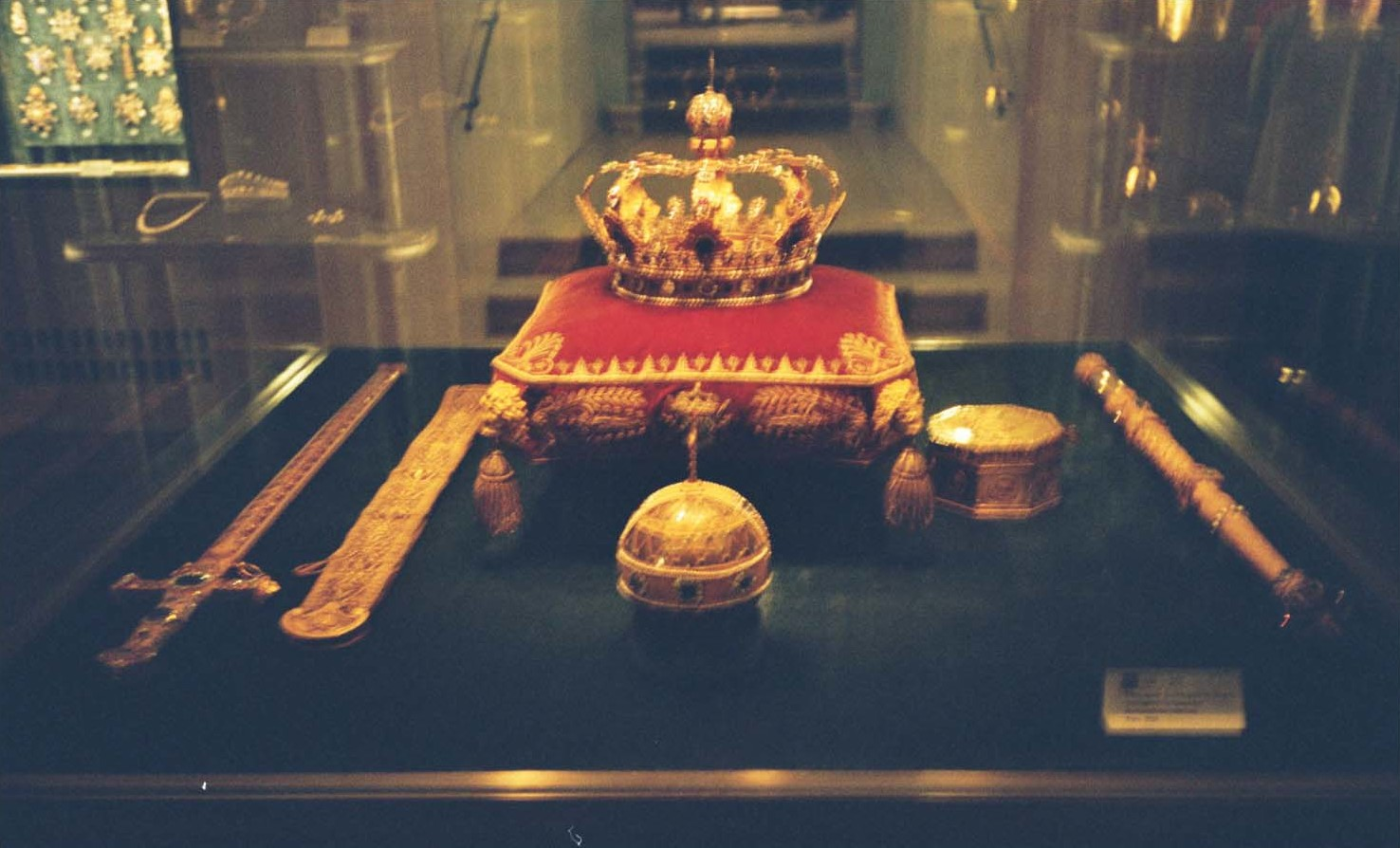
Joyas de la Corona de Baviera (1804).
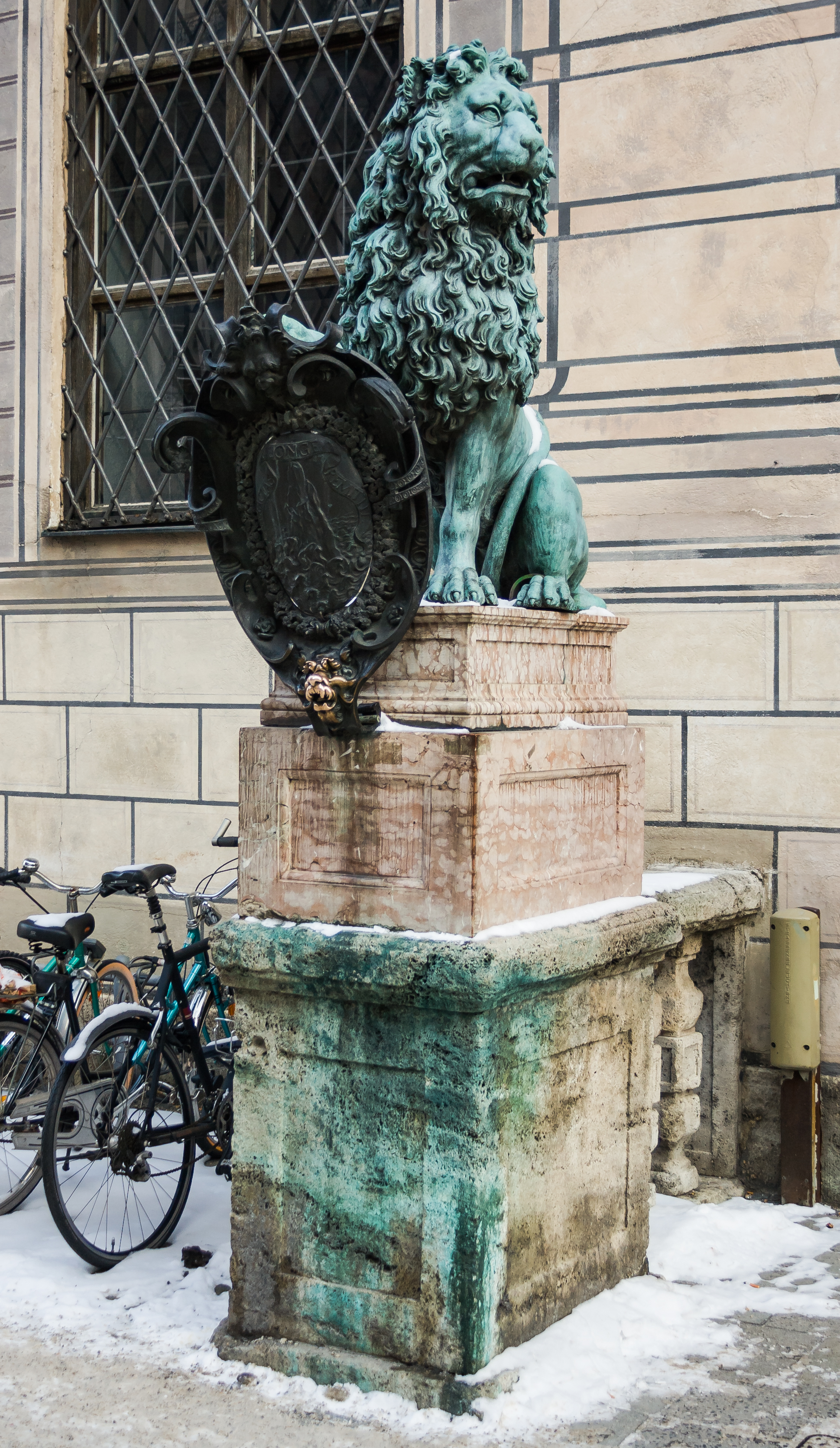
León en la entrada a la residencia.
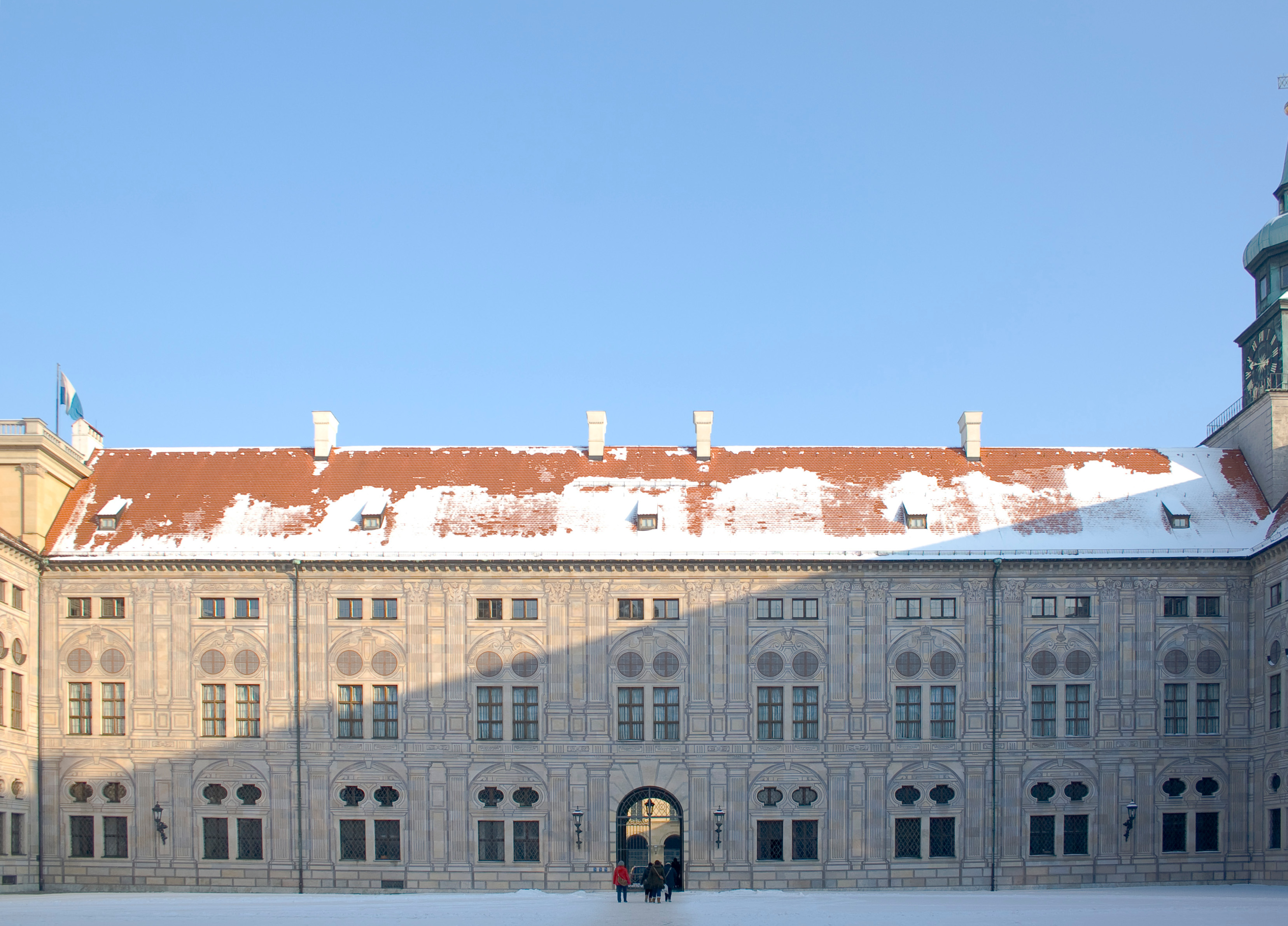
Patio interior.